# بخش مرکزی شهرستان هرسین
بخش مرکزی شهرستان هرسین یکی از بخشهای تابعه شهرستان هرسین در استان کرمانشاه در غرب ایران است.

## تقسیمات کشوری
- بخش مرکزی
  - دهستان چشمه کبود
  - دهستان حومه

شهرها: هرسین

## جمعیت
بنابر سرشماری مرکز آمار ایران، جمعیت بخش مرکزی شهرستان هرسین در سال ۱۳۸۵ برابر با ۶۵۸۰۷ نفر بوده است.